# Nes (Delfzijl)
Nes is een streekje of gehucht in het voormalige kerspel Holwierde in de gemeente Eemsdelta (provincie Groningen.
Nes ligt aan de Bierumerweg tussen Bierum en Holwierde, ten westen van het Bierumermaar en het gehucht Uiteinde. Er staan drie boerderijen (vroegere edele heerden): Groote Nes in het oosten, Kleine Nes (vroeger Lutke Nes of Popke-Eelsemaheerd) in het zuiden en Hommenheerd in het noorden. De boerderijen zijn alle nog deels omgracht. De gebouwen dateren grotendeels van na de oorlog, daar ze alle werden verwoest of zwaar beschadigd bij de bevrijding van Delfzijl. Ten noorden van de Hommenheerd staan nog drie huizen.
Kleine Nes wordt voor het eerst genoemd in 1464. In het terrein zijn kloostermoppen gevonden. Waarschijnlijk heeft er een steenhuis gestaan, mogelijk is dit de boerderij die in 1518 werd aangeduid als 'borg op de Nes'. Bij de beide andere boerderijen zijn ook laatmiddeleeuwse sporen gevonden.